# Лака лова
„Лака лова” је југословенски ТВ филм из 1969. године који је режирао Бранко Балетић.

## Улоге
| Глумац            | Улога |
| ----------------- | ----- |
| Петар Божовић     |       |
| Драгомир Чумић    |       |
| Душан Јанићијевић |       |
| Предраг Лаковић   |       |
| Милутин Мићовић   |       |
| Миливоје Томић    |       |